# Gatukapellet
Gatukapellet (finska: Katukappeli) är en kyrka i köpcentret Columbus i Nordsjö i Helsingfors. Den planerades av Mauri Tommila vid Arkitektbyrå Tommila Ab, och blev klar år 1996. Som altartavla fungerar verket Puistot (Parkerna) av bildkonstnären Kristian Krokfors.